# جورج إتش كينغ
جورج إتش كينغ (بالإنجليزية: George H. King)‏ هو محامي وقاضي أمريكي، ولد في 1951 في شانغهاي في الصين.